# John Abdon
John Nilson Abdon, född 30 juli 1878 i Motala, död 15 april 1933 i Trelleborg, var en svensk stadsingenjör. 
Abdon blev student vid Uppsala universitet 1899, avlade lantmäteriexamen 1903 och avgångsexamen från Kungliga Tekniska högskolan i Stockholm 1904. Han var anställd vid lantmäteristaten och i lantmäteristyrelsen 1904–1906, vid stadsingenjörskontoret i Helsingborg 1906–1907 och vid stadsingenjörskontoret i Malmö 1907–1908. Abdon var stadsingenjör och stadsbyggmästare i Trelleborgs stad från 1908 och föreståndare för gas- och vattenledningsverken där från 1912. Han var ordförande i Trelleborgs folkskolestyrelse från 1918.
Han var 1908–1928 gift med konstnären Ida Abdon och fick barnen Sten Abdon 1909 och Nils-Olof Abdon 1910 och Karin Eleonora Abdon 1912 gift med Rolf Blomberg.